# Hareidlandet
Hareidlandet es una isla en el condado de Møre og Romsdal (Noruega). Se encuentra en los municipios de Hareid y Ulstein. Su superficie es de 166 km² y la población era de 11 687 habitantes en 2008. La isla la menciona Snorri Sturluson en sus relatos sobre la batalla de Hjörungavágr en 986, en la que Håkon Sigurdsson derrotó a Harald Blåtand y los Jomsvikings. La isla se cita como Höð. 
La creencia más generalizada entre los lingüistas e historiadores es que el nombre Hareidlandet deriva de Höð. Hay muchas teorías sobre el significado del nombre Höð. Una de las más plausibles es que Höð era una referencia a un lugar central de veneración del dios nórdico Höðr (el dios ciego que sin quererlo mató a Baldr, el dios nórdico de la luz, la belleza y la fertilidad). 